# Un Américain
Pour plus de détails, voir Fiche technique et Distribution.
Un Américain est un court-métrage français réalisé par Alain Cavalier, sorti en 1958.

## Synopsis
Un sculpteur américain s'installe à Paris, persuadé que cette ville sera favorable à son travail. Pour survivre, il lui faudra bientôt vendre, la nuit, le New York Herald Tribune 
Entre survie et inspiration, entre bohème et désir d'intégration, le film dresse le portrait d'un quartier (la Place de la Contrescarpe, principalement) et de ses habitants en 1958.

## Fiche technique
- Titre : Un Américain
- Réalisation, scénario et commentaire : Alain Cavalier
- Assistant réalisateur : Maurice Pialat
- Photographie : Pierre Lhomme
- Assistant cadreur :  Yann Le Masson
- Son : Jean-Claude Marchetti
- Montage : Denise de Casabianca
- Musique : Philippe Carson
- Production : AJYM Films
- Pays de production :  France
- Format : Noir et blanc - 35 mm - Son mono
- Durée : 17 minutes
- Date de sortie : 
  - France : 1958
- Visa : n° 21594 (délivré le 30 décembre 1958)

## Distribution
- Alex Kosta :  John Dagostino
- Irène Chabrier : La serveuse
- John McLean : le musicien
- Claude Mansard : Le joueur d'échec
- Jean Brasseur
- Denise de Casabianca : Anna
- Darroll Adams
- Jimmy "Lover Man" Davis : le narrateur

## Anecdote
Alex Kosta (ou Kosta Alex) était un sculpteur américain expatrié à Paris, dont la vie à l'époque est proche de son personnage. On le voit modeler une tête de femme (la serveuse).